# The Playboy Club
The Playboy Club é uma série de televisão norte-americana, do canal NBC, com estreia nos Estados Unidos a 19 de Setembro de 2011. O canal cancelou a série no dia 4 de Outubro, ao fim de três episódios, devido às baixas audiências. A série iria estrear no Brasil no dia 6 de Novembro de 2011 pelo canal pago FX Brasil, mas teve sua estreia cancelada devido às baixas audiências no seu país de origem.

## Enredo
O enredo de The Playboy Club acontece em Chicago dos anos 60, concretamente em 1963, altura em que se deu a abertura do primeiro Clube Playboy. Maureen (Amber Heard) é uma jovem órfã de Fort Wayne que se juntou ao Clube Playboy em Chicago (o local onde eram feitas as festas que marcaram os primeiros anos da revista). Numa dessas festas a jovem mata por acidente um importante membro da família Bianchi. O advogado Nick Dalton (Eddie Cibrian) tenta usar os seus contactos para tentar tirar Maureen da mira da máfia.

## Elenco
- Amber Heard - uma recente coelhinha, Maureen.[6]
- Eddie Cibrian - Nick Dalton.[7][8]
- Naturi Naughton - coelhinha Brenda.[9]
- Laura Benanti - Carol-Lynne[10]
- David Krumholtz - Billy Rosen.[10]
- Leah Renee - coelhinha Alice,[10] secretamente lésbica num casamento por conveniência com um homem gay.
- Sean Maher - Sean, o marido gay de Alice.[11][12]
- Jenna Dewan - coelhinha Janie.[10]
- Wes Ramsey[13] - Max[10]

## Episódios
| Temporada | Episódios | Transmissão original | Transmissão original   |                      |
| Temporada | Estreia   | Exibição final       |                        |                      |
| --------- | --------- | -------------------- | ---------------------- | -------------------- |
|           | 1         | 7                    | 19 de setembro de 2011 | 3 de Outubro de 2011 |

## Críticas
Ainda antes de ser exibido o primeiro episódio, a série e o canal eram já alvo de críticas por diversos grupos de organizações religiosas, dos direitos das mulheres e grupos anti-pornografia, tendo sido criadas diversas petições na internet na tentativa de boicotar a série. Também o Parents Television Council se insurgiu contra o programa, dizendo ser demasiado ousado para o horário nobre.

## Música
Algumas das músicas gravadas propositadamente para a série, foram disponibilizadas no iTunes:
1. "Chicago (That Toddlin' Town)" – Laura Benanti[20]
2. "Shake a Tail Feather" – Karen LeBlanc[21]
3. "Walk Like a Man" – Terry Dexter[22]
4. "Tina's Wish" – Karen LeBlanc[23]
5. "In the Mood" – Laura Benanti[24]